# Otok Svibovski
 Otok Svibovski  falu Horvátországban Zágráb megyében. Közigazgatásilag Rugvicához tartozik.

## Fekvése
Zágráb központjától 15 km-re délkeletre, községközpontjától 7 km-re északnyugatra, a Száva bal partján fekszik. 

## Története
1857-ben 139, 1910-ben 128 lakosa volt. 1900-ig Veliki Otok volt a neve. Trianon előtt Zágráb vármegye Dugo Seloi járásához tartozott. Később 1955-től Dugo Selo község része volt. Önkéntes tűzoltóegyletét 1952-ben alapították. Az 1980-as évektől Zágráb és Dugo Selo közelségének köszönhetően lakosságának száma ugrásszerűen emelkedik. Az újonnan betelepülők főként a honvédő háború idején érkezett szávamenti bosznia-hercegovinai horvátok voltak. 1993-ban az újonnan alakított Rugvica községhez csatolták. A falunak 2001-ben 233 lakosa volt. 

## Lakosság
| Lakosság változása | Lakosság változása | Lakosság változása | Lakosság változása | Lakosság változása | Lakosság változása | Lakosság változása | Lakosság változása | Lakosság változása | Lakosság változása | Lakosság változása | Lakosság változása | Lakosság változása | Lakosság változása | Lakosság változása |
| ------------------ | ------------------ | ------------------ | ------------------ | ------------------ | ------------------ | ------------------ | ------------------ | ------------------ | ------------------ | ------------------ | ------------------ | ------------------ | ------------------ | ------------------ |
| 1857               | 1869               | 1880               | 1890               | 1900               | 1910               | 1921               | 1931               | 1948               | 1953               | 1961               | 1971               | 1981               | 1991               | 2001               |
| 139                | 134                | 138                | 139                | 135                | 128                | 128                | 130                | 130                | 128                | 140                | 139                | 138                | 166                | 233                |

## Külső hivatkozások
Rugvica község hivatalos oldala